# Zeyheria tuberculosa
Zeyheria tuberculosa là một loài thực vật thuộc họ Bignoniaceae. Đây là loài đặc hữu của Brasil. Chúng hiện đang bị đe dọa vì mất môi trường sống.

## Hình ảnh

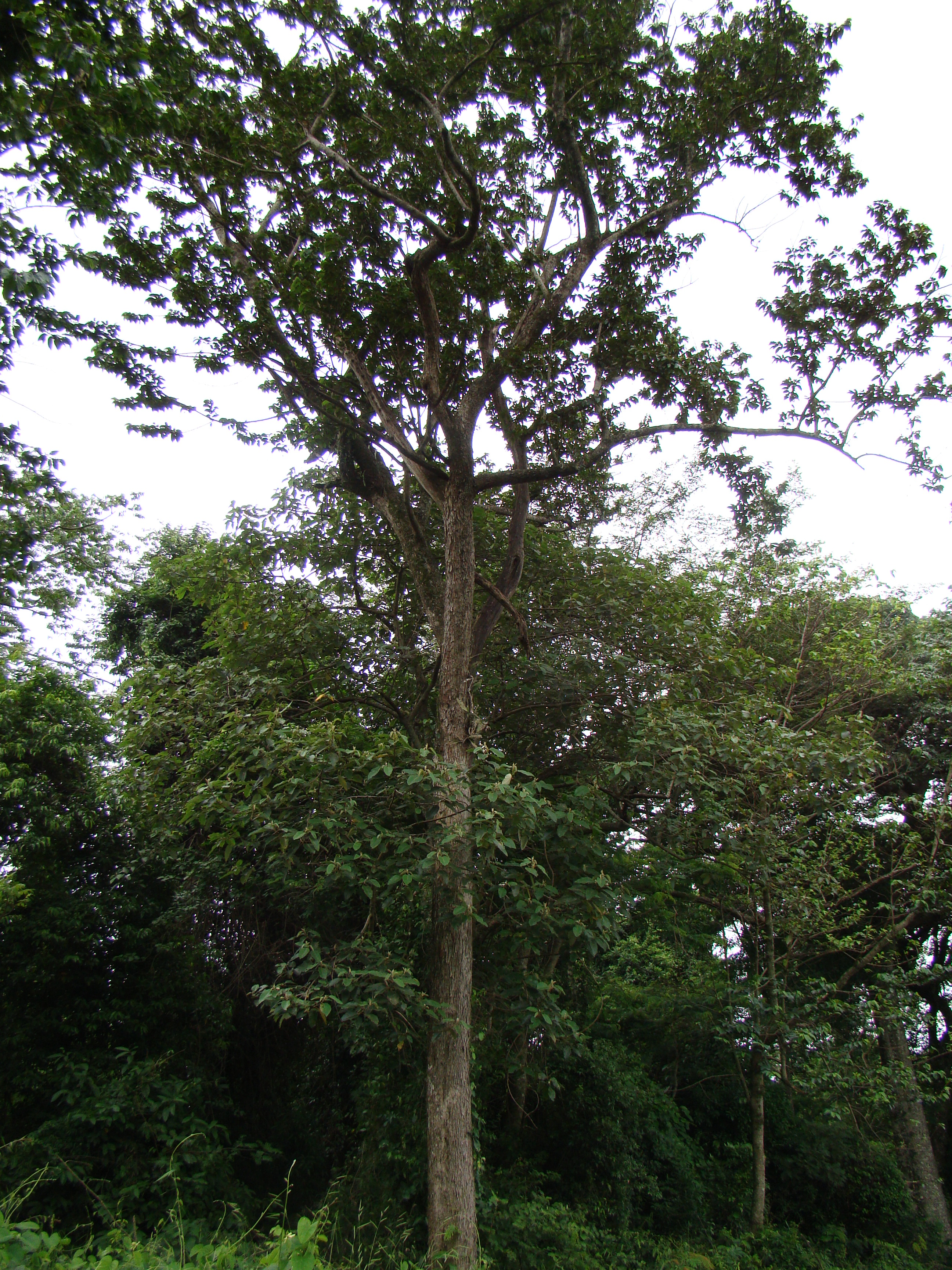
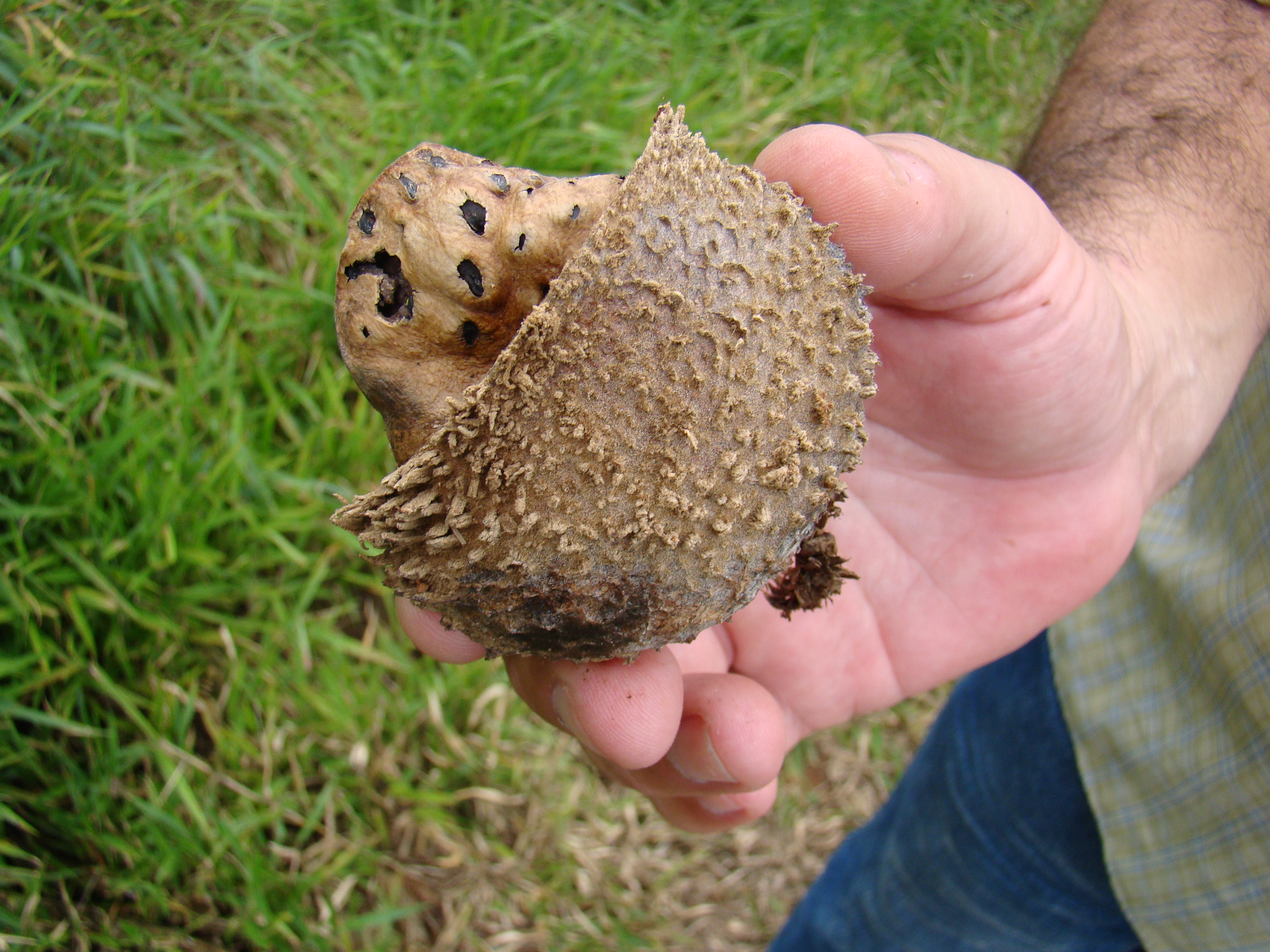
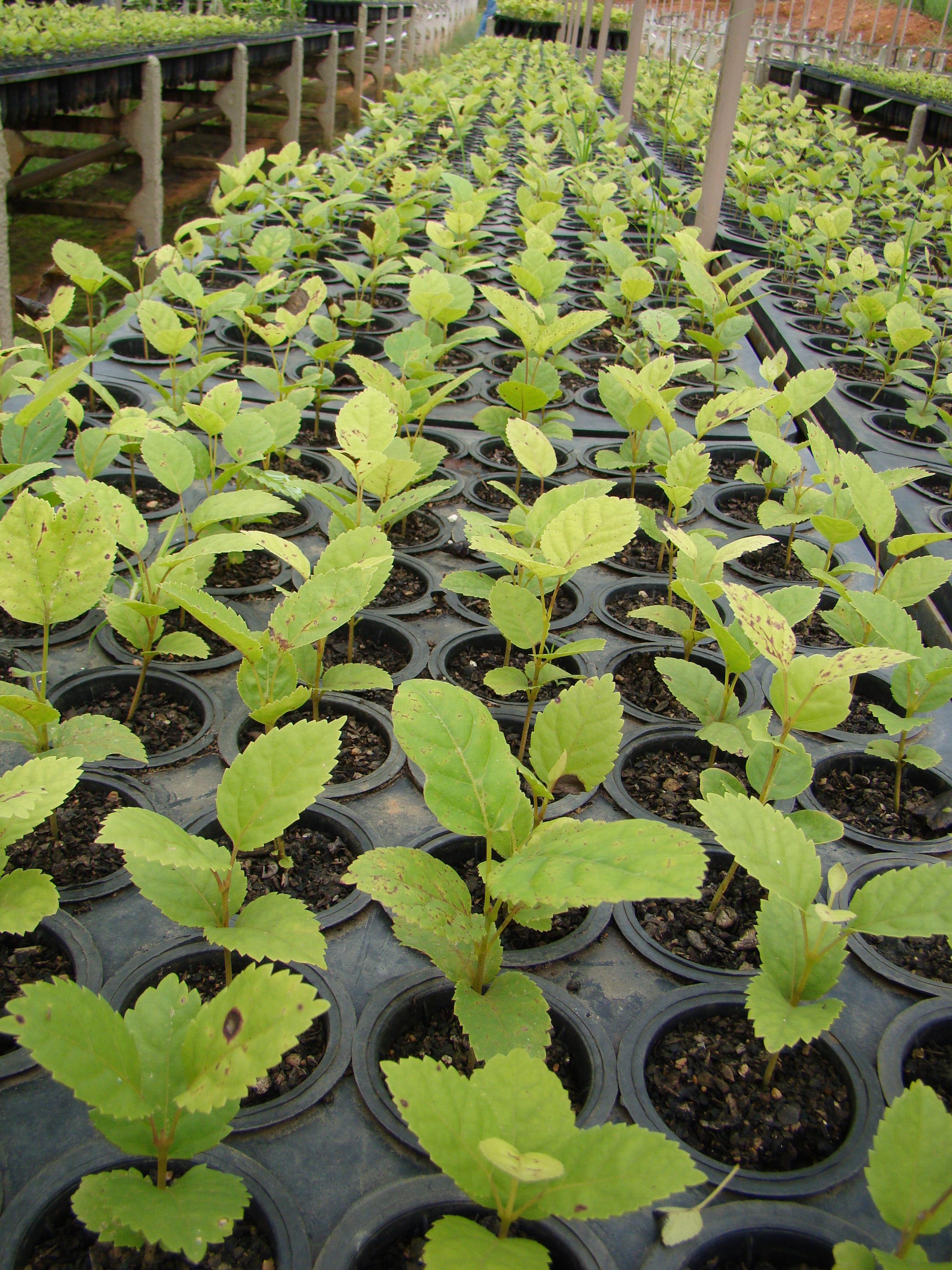
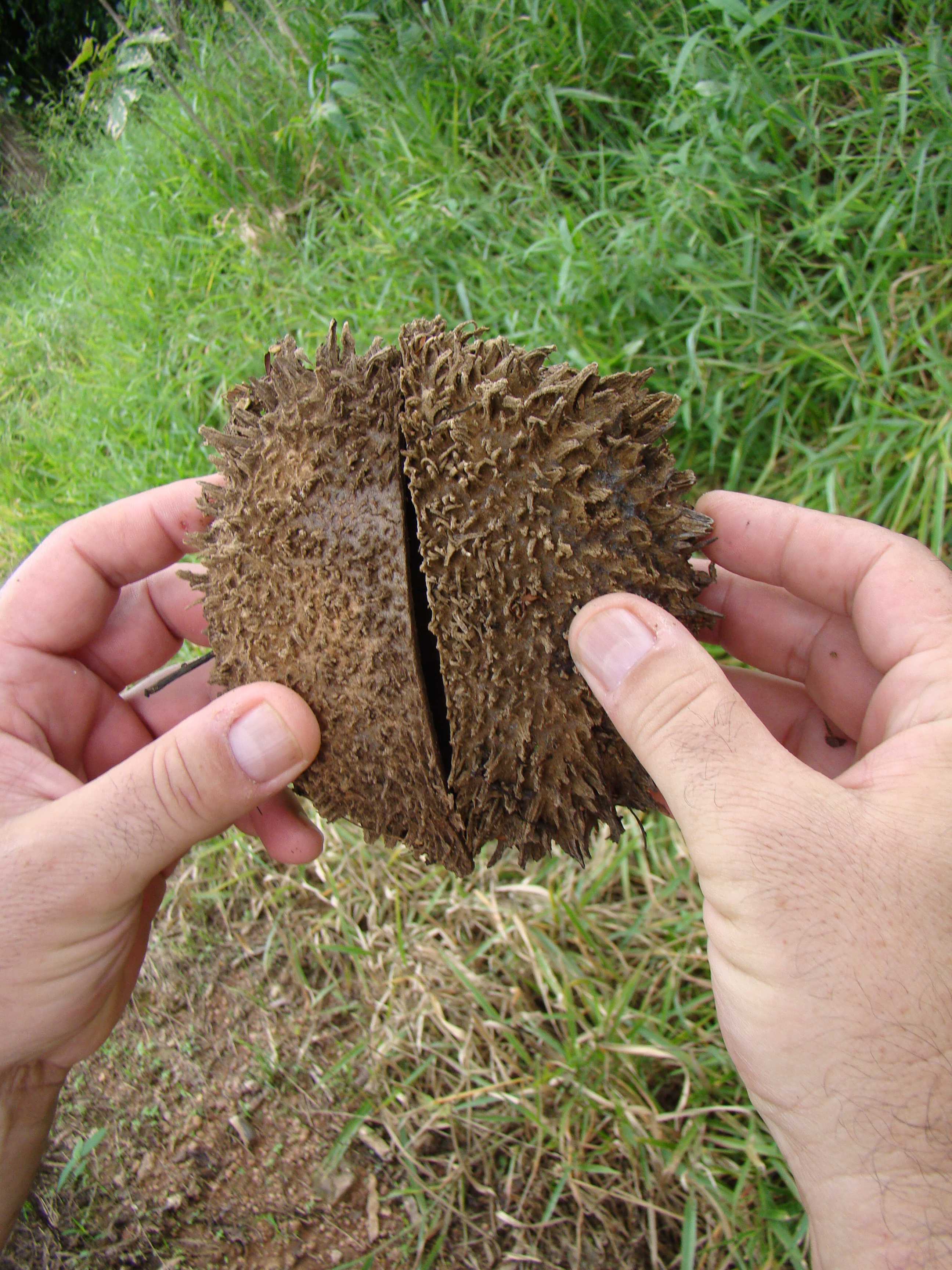